# Microsoft OneNote
Microsoft OneNote是Microsoft推出的一款数字笔记本软件，是Office 365、Microsoft Office和Windows 10套件的一部分。

## 概述
OneNote最常用于笔记本电脑或台式电脑，但这套软件更适合用于支持手写笔操作的平板电脑；在这类设备上，可使用触控笔、声音或视频创建笔记，比单纯使用键盘更方便。
OneNote软件的界面，是带有标签的三环活页夹的电子版本，可用于直接记录笔记，但也可用于收集打印的“页面”，或由其他应用程序发送过来的页面。
OneNote的页面可以在活页夹内部移动，同时可通过电子墨水技术添加注释，处理文字，或绘图，并且其中还可内嵌多媒体影音或Web链接，收集自不同来源的信息仓库。
OneNote内建搜索功能及可索引的图形和音频仓库。
图像文件（例如屏幕截图、扫描的嵌入式文档，或照片）中，可以搜索内嵌的文本内容，电子墨水注释也可作为文字进行搜索。
音频内容可以通过关键字进行语义搜索，同时还可以在录制的同时播放笔记中记录的内容。
多用户功能可实现脱机编辑和随后的同步合并，并可以段落为基础进行合并。

## 平台支持
除了Microsoft Windows和MacOS外，OneNote有應用程式版本，讓用家可以在PC、浏览器和移动设备间同步笔记。

## 版本历史
所有发布日期都是“零售上市时间”。发布给制造商通常要早于这个时间2-3个月。
| 版本             | 发布日期       |
| ---------------- | -------------- |
| 公开首发         | 2002年11月17日 |
| OneNote 2003     | 2003年10月21日 |
| OneNote 2003 SP1 | 2004年7月27日  |
| OneNote 2003 SP2 | 2005年9月27日  |
| OneNote 2003 SP3 | 2007年9月17日  |
| OneNote 2007     | 2007年1月30日  |
| OneNote 2007 SP1 | 2007年12月11日 |
| OneNote 2010     | 2010年6月15日  |
| OneNote 2010 SP1 | 2011年6月28日  |
| OneNote 2013     | 2013年1月29日  |
| OneNote 2016     | 2015年9月22日  |

## 外部連結
- Microsoft OneNote官方網站 （页面存档备份，存于）
- OneNote 説明 - Office 支援
- OneNote和培訓博客 （页面存档备份，存于）